# Esthlogena comata
Esthlogena comata är en skalbaggsart som först beskrevs av Thomson 1857.  Esthlogena comata ingår i släktet Esthlogena och familjen långhorningar.
Artens utbredningsområde är Uruguay. Inga underarter finns listade i Catalogue of Life.